# بحران بانکی ونزوئلا در سال ۱۹۹۴

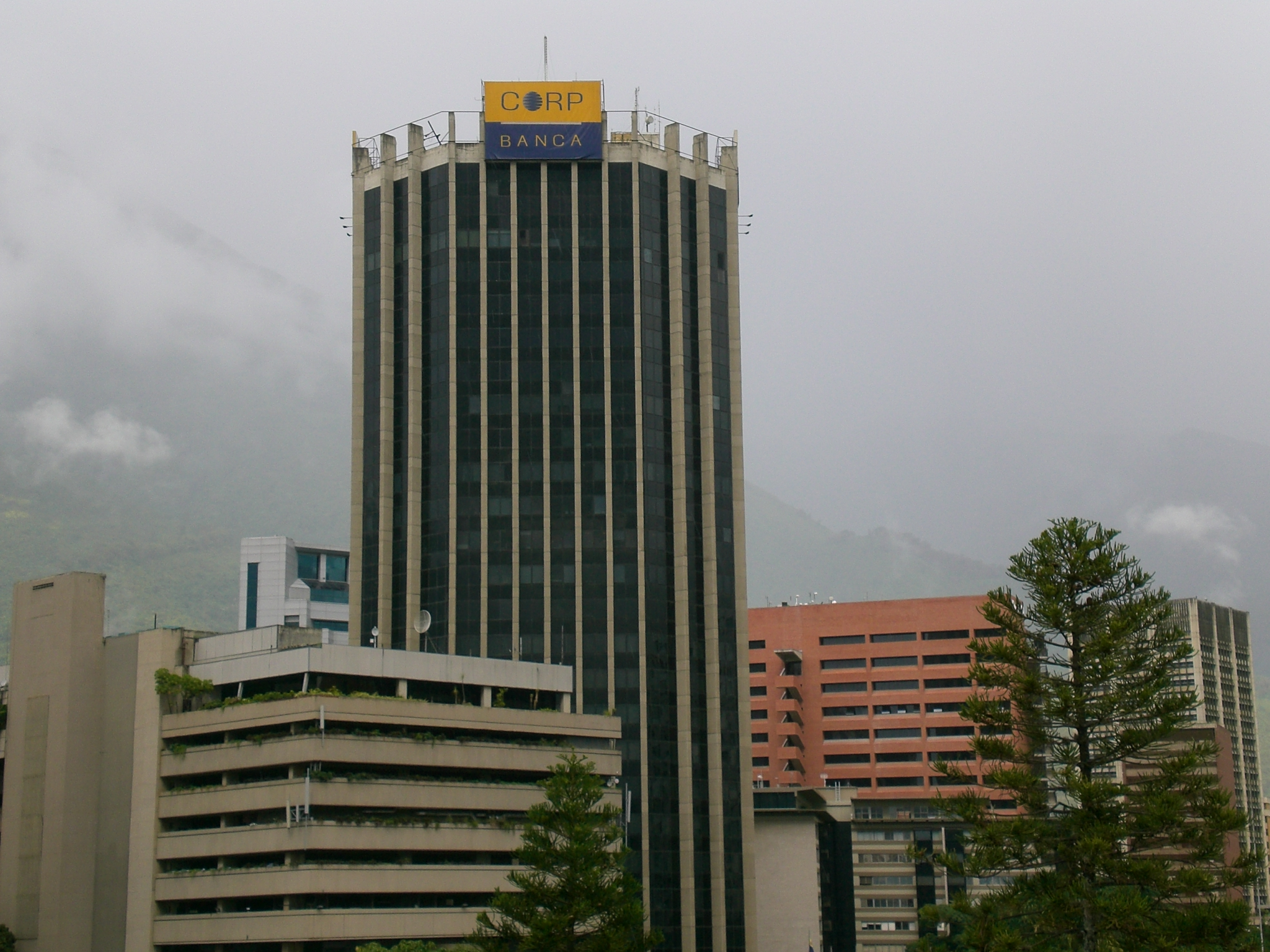
ساختمان بانکی در ونزوئلا

بحران بانکی ونزوئلا در سال ۱۹۹۴ (انگلیسی: Venezuelan banking crisis of 1994) هنگامی رخ داد که دولت کنترل تعدادی از بانک‌های ونزوئلا را به دست گرفت. اولین بانکی که در ژانویه ۱۹۹۴ شکست خورد، بانکو لاتینو، دومین بانک بزرگ این کشور بود. بعداً، دو بانک که ۱۸٪ از کل سپرده‌ها را تشکیل می‌دادند (Banco Consolidado و Banco de Venezuela) نیز شکست خوردند. در ۹ اوت ۱۹۹۴، بانکو دو ونزوئلا دهمین بانکی شد که دولت ونزوئلا در جریان بحران نجات داد، و دولت اکثریت سهام را با قیمت تقریبی ۲۹۴ میلیون دلار بر عهده گرفت. در کل، بین ژانویه ۱۹۹۴ و اوت ۱۹۹۵، ۱۷ بانک از ۴۹ بانک تجاری کشور و همچنین برخی شرکت‌های تابعه شکست خورده‌اند - که ۵۳ درصد از دارایی‌های سیستم را نشان می‌دهد. برآورد هزینه کل کمک هزینه از ۱۸ تا ۳۱ درصد تولید ناخالص داخلی است. یک تخمین هزینه کل نجات مالی بانک را ۱٫۸ تریلیون بولیوار یا ۱۲ میلیارد دلار نشان می‌دهد.